# MC68008

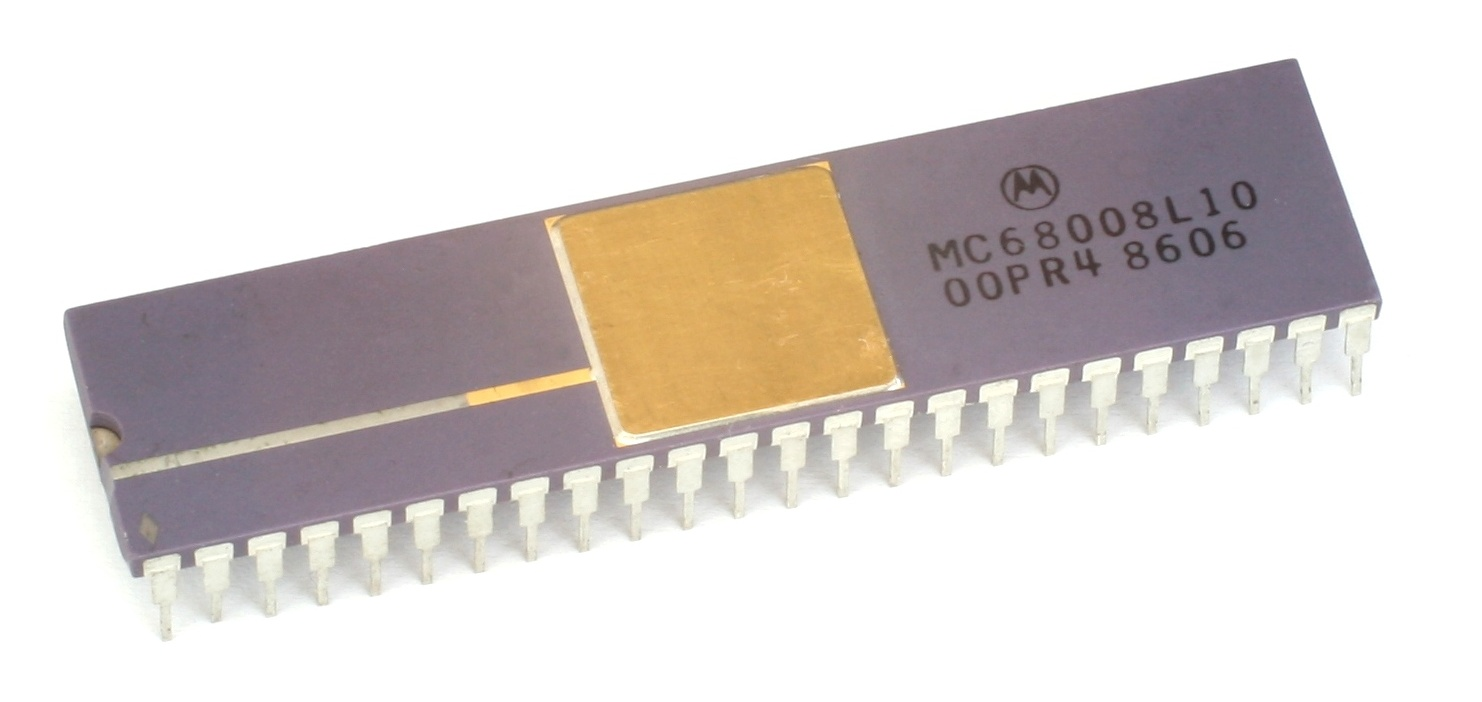
Procesor Motorola MC68008.

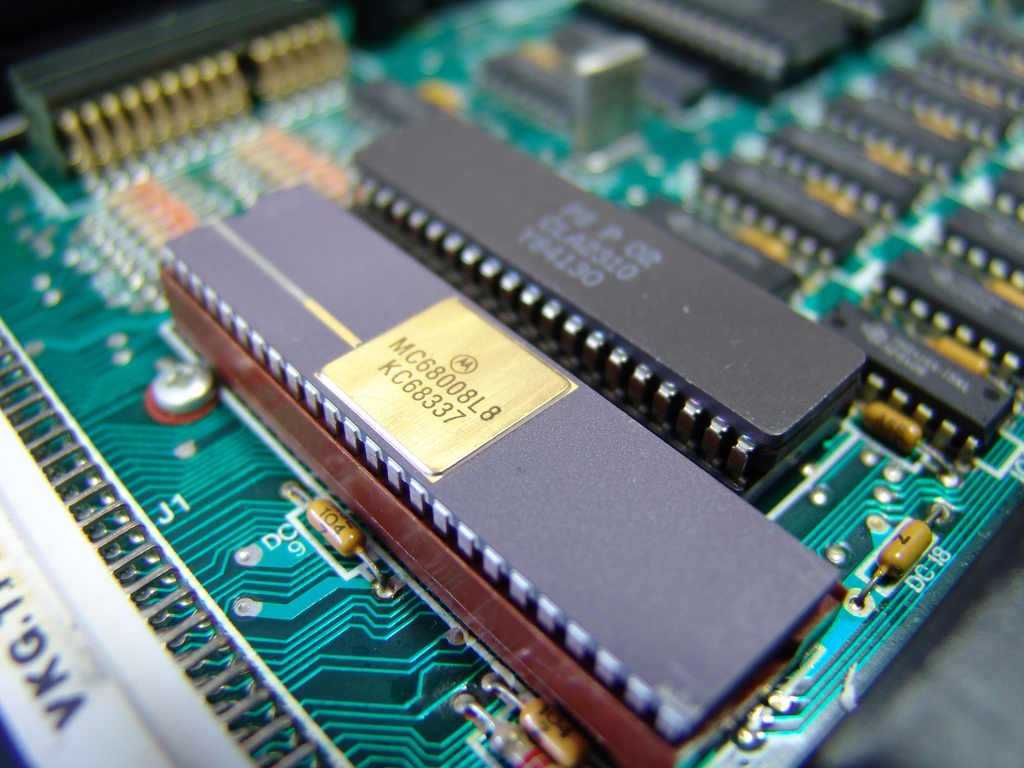
68008 w płycie komputera Sinclair QL

MC68008 – mikroprocesor skonstruowany przez amerykańską firmę Motorola, będący zmodyfikowanym układem MC68000. Zredukowano w nim liczbę wyprowadzeń (8 linii danych, 20 linii adresowych; istniała też wersja o 22 liniach), mniej sygnałów sterujących, zachowując zgodność programową.
Zastosowany m.in. w komputerze Sinclair QL